# HResume
hResume est un microformat pour publier de l'information concernant un curriculum vitæ (CV) ou un résumé en utilisant le (X)HTML sur des pages web.